# Apamea effusoides
Apamea effusoides är en fjärilsart som beskrevs av Paul Dognin 1897. Apamea effusoides ingår i släktet Apamea och familjen nattflyn. Inga underarter finns listade i Catalogue of Life.